# 日本 映像の20世紀
『日本 映像の20世紀』（にっぽん えいぞうのにじゅっせいき）は、1999年4月10日から2000年3月25日までNHK教育テレビで放送されていたドキュメンタリー番組。全50回。

## 概要
日本各地の歴史と文化を都道府県単位に分けて紹介。基本的に1回につき1都道府県を取り上げていたが、北海道と東京都と大阪府については2回に分けて紹介していた。
このフィルムは貴重な映像記録となり、その後のNHK映像（映像の世紀、世紀を越えて）でも使用されている。

## 放送時間
いずれも日本標準時。
- 本放送：土曜日 21:45 - 22:29（1999年4月10日 - 2000年3月25日、NHK教育テレビ）
- 再放送：日曜日 11:00 - 11:44（2000年4月9日 - 2001年3月18日、NHK総合テレビ）

## 放送リスト
| 回数   | 初回放送日     | 都道府県       |
| ------ | -------------- | -------------- |
| 第1回  | 1999年4月10日  | 福島県         |
| 第2回  | 1999年4月17日  | 長野県         |
| 第3回  | 1999年4月24日  | 長崎県         |
| 第4回  | 1999年5月1日   | 宮城県         |
| 第5回  | 1999年5月8日   | 千葉県         |
| 第6回  | 1999年5月15日  | 熊本県         |
| 第7回  | 1999年5月22日  | 鳥取県         |
| 第8回  | 1999年5月29日  | 岩手県         |
| 第9回  | 1999年6月5日   | 大阪府（1）    |
| 第10回 | 1999年6月12日  | 大阪府（2）    |
| 第11回 | 1999年6月19日  | 石川県         |
| 第12回 | 1999年6月26日  | 島根県         |
| 第13回 | 1999年7月3日   | 秋田県         |
| 第14回 | 1999年7月10日  | 沖縄県         |
| 第15回 | 1999年7月17日  | 埼玉県         |
| 第16回 | 1999年7月24日  | 滋賀県         |
| 第17回 | 1999年7月31日  | 福岡県         |
| 第18回 | 1999年8月7日   | 京都府         |
| 第19回 | 1999年8月14日  | 高知県         |
| 第20回 | 1999年8月21日  | 岐阜県         |
| 第21回 | 1999年8月28日  | 兵庫県         |
| 第22回 | 1999年9月4日   | 静岡県         |
| 第23回 | 1999年9月11日  | 愛媛県         |
| 第24回 | 1999年9月18日  | 鹿児島県       |
| 第25回 | 1999年9月25日  | 青森県         |
| 第26回 | 1999年10月2日  | 岡山県         |
| 第27回 | 1999年10月9日  | 東京都（前編） |
| 第28回 | 1999年10月16日 | 東京都（後編） |
| 第29回 | 1999年10月23日 | 富山県         |
| 第30回 | 1999年10月30日 | 徳島県         |
| 第31回 | 1999年11月6日  | 神奈川県       |
| 第32回 | 1999年11月13日 | 山口県         |
| 第33回 | 1999年11月20日 | 福井県         |
| 第34回 | 1999年11月27日 | 山梨県         |
| 第35回 | 1999年12月4日  | 愛知県         |
| 第36回 | 1999年12月11日 | 佐賀県         |
| 第37回 | 1999年12月18日 | 茨城県         |
| 第38回 | 1999年12月25日 | 和歌山県       |
| 第39回 | 2000年1月8日   | 北海道（前編） |
| 第40回 | 2000年1月15日  | 北海道（後編） |
| 第41回 | 2000年1月22日  | 新潟県         |
| 第42回 | 2000年1月29日  | 宮崎県         |
| 第43回 | 2000年2月5日   | 広島県         |
| 第44回 | 2000年2月12日  | 山形県         |
| 第45回 | 2000年2月19日  | 香川県         |
| 第46回 | 2000年2月26日  | 群馬県         |
| 第47回 | 2000年3月4日   | 三重県         |
| 第48回 | 2000年3月11日  | 大分県         |
| 第49回 | 2000年3月18日  | 栃木県         |
| 第50回 | 2000年3月25日  | 奈良県         |

## スタッフ
- 語り：柿沼郭
- 音楽：千住明

## 関連書籍
- NHK 日本 映像の20世紀 都道府県別で100年の歴史がよくわかる（発行日：2003年4月、監修：「日本 映像の20世紀」プロジェクト、出版：ポプラ社）
  - 1 北海道・東北地方（ISBN 4-591-07532-X）
  - 2 関東地方（ISBN 4-591-07533-8）
  - 3 中部地方（ISBN 4-591-07534-6）
  - 4 近畿地方（ISBN 4-591-07535-4）
  - 5 中国・四国地方（ISBN 4-591-07536-2）
  - 6 九州・沖縄地方（ISBN 4-591-07537-0）